# Kamerunische Fußballnationalmannschaft (U-20-Frauen)
Die kamerunische U-20-Fußballnationalmannschaft der Frauen repräsentiert Kamerun im internationalen Frauenfußball. Die Nationalmannschaft untersteht der Fédération Camerounaise de Football und wird seit Juni 2021 von Joséphine Mike Ndoumou trainiert. Der Spitzname der Mannschaft ist Les bébés Lionnes.
Die Mannschaft tritt beim Afrika-Cup, den Afrikaspielen und (theoretisch) auch bei der U-20-Weltmeisterschaft für Kamerun an. Bislang ist es dem Team jedoch nie gelungen, sich für eine WM-Endrunde zu qualifizieren. Die Goldmedaille bei den Afrikaspielen 2011 in Mosambik und der Halbfinal-Einzug beim Afrika-Cup 2018 zählen zu den größten Erfolgen der kamerunischen U-20-Auswahl. 

## Geschichte
Im ersten Spiel der neu gegründeten U-20-Nationalmannschaft Kameruns gab es direkt Kontroversen. Im Viertelfinal-Hinspiel des U-20-Afrika-Cups 2006 zwischen Kamerun und Ghana (4:0) setzten beide Mannschaften Spielerinnen ein, die nicht spielberechtigt waren – für Kamerun liefen Spielerinnen mit ungültigen Visa auf, für Ghana hingegen zwei Spielerinnen, die aufgrund ihres tatsächlich höheren Alters nicht mehr für eine U-20-Auswahl berechtigt gewesen waren. Entsprechend wurden beide Mannschaften mit sofortiger Wirkung vom Turnier disqualifiziert.

## Turnierbilanz

### Weltmeisterschaft
| Jahr   | Gastgeber       | Platzierung        |
| ------ | --------------- | ------------------ |
| 2002   | Kanada          | nicht qualifiziert |
| 2004   | Thailand        | nicht qualifiziert |
| 2006   | Russland        | nicht qualifiziert |
| 2008   | Chile           | nicht qualifiziert |
| 2010   | Deutschland     | nicht qualifiziert |
| 2012   | Japan           | nicht qualifiziert |
| 2014   | Kanada          | nicht qualifiziert |
| 2016   | Papua-Neuguinea | nicht qualifiziert |
| 2018   | Frankreich      | nicht qualifiziert |
| 2020 1 | Costa Rica 1    | – 1                |
| 2022   | Costa Rica      | nicht qualifiziert |
| 2024   | Kolumbien       | Achtelfinale       |

### Africa-Cup
| Jahr   | Gastgeber             | Platzierung        |
| ------ | --------------------- | ------------------ |
| 2002   | Hin- und Rückspiele   | nicht teilgenommen |
| 2004   | Hin- und Rückspiele   | nicht teilgenommen |
| 2006   | Hin- und Rückspiele   | disqualifiziert    |
| 2008   | Hin- und Rückspiele   | Viertelfinale 2    |
| 2010   | Hin- und Rückspiele   | nicht qualifiziert |
| 2012   | Hin- und Rückspiele   | Achtelfinale 2     |
| 2014   | Hin- und Rückspiele   | nicht qualifiziert |
| 2015   | Hin- und Rückspiele   | Achtelfinale 2     |
| 2018   | Hin- und Rückspiele   | Halbfinale 2       |
| 2020 3 | Hin- und Rückspiele 3 | – 3                |
| 2022   | Hin- und Rückspiele   | Viertelfinale 2    |

### Afrikaspiele
| Jahr | Gastgeber                    | Platzierung   |
| ---- | ---------------------------- | ------------- |
| 2003 | Nigeria                      | 3. Platz 4    |
| 2007 | Algerien                     | zurückgezogen |
| 2011 | Mosambik                     | Sieger 4      |
| 2015 | Demokratische Republik Kongo | 2. Platz 4    |
| 2019 | Marokko                      | 2. Platz      |